# Canadá en la Copa Mundial de Fútbol de 2022
La selección de Canadá fue uno de los treinta y dos equipos participantes en la Copa Mundial de Fútbol de 2022, torneo que se llevó a cabo del 20 de noviembre al 18 de diciembre en Catar.
Fue la segunda participación de Canadá, formó parte del Grupo F, junto a Bélgica, Marruecos y Croacia.

## Clasificación
La selección de Canadá inició su camino al mundial desde la primera ronda de la clasificación de Concacaf. Debido a la pandemia de covid-19 en 2020 no se disputó ningún partido, comenzó en marzo de 2021 con los encuentros correspondientes a las dos primeras fechas. Al terminar en el primer lugar del octogonal final clasificó de manera directa a la Copa Mundial.

### Tabla de posiciones

#### Primera ronda
| Selección    | Pts. | PJ | PG | PE | PP | GF | GC | Dif |
| ------------ | ---- | -- | -- | -- | -- | -- | -- | --- |
| Canadá       | 12   | 4  | 4  | 0  | 0  | 27 | 1  | 26  |
| Surinam      | 9    | 4  | 3  | 0  | 1  | 15 | 4  | 11  |
| Bermudas     | 4    | 4  | 1  | 1  | 2  | 7  | 12 | –5  |
| Aruba        | 3    | 4  | 1  | 0  | 3  | 3  | 19 | –16 |
| Islas Caimán | 1    | 4  | 0  | 1  | 3  | 2  | 18 | –16 |

|  | Clasificado a la segunda ronda. |

#### Tercera ronda
| Selección      | Pts. | PJ | PG | PE | PP | GF | GC | Dif |
| -------------- | ---- | -- | -- | -- | -- | -- | -- | --- |
| Canadá         | 28   | 14 | 8  | 4  | 2  | 23 | 7  | 16  |
| México         | 28   | 14 | 8  | 4  | 2  | 17 | 8  | 9   |
| Estados Unidos | 25   | 14 | 7  | 4  | 3  | 21 | 10 | 11  |
| Costa Rica     | 25   | 14 | 7  | 4  | 3  | 13 | 8  | 5   |
| Panamá         | 21   | 14 | 6  | 3  | 5  | 17 | 19 | –2  |
| Jamaica        | 11   | 14 | 2  | 5  | 7  | 12 | 22 | –10 |
| El Salvador    | 10   | 14 | 2  | 4  | 8  | 8  | 18 | –10 |
| Honduras       | 4    | 14 | 0  | 4  | 10 | 7  | 26 | –19 |

|  | Clasificados a la Copa Mundial. |
|  | Clasificado a los play-offs.    |

### Partidos
| Fecha                   | Lugar            | Jornada                  | Local          | Resultado  | Visitante      |
| ----------------------- | ---------------- | ------------------------ | -------------- | ---------- | -------------- |
| 25 de marzo de 2021     | Orlando          | Primera ronda - Fecha 1  | Canadá         | 5:1 (2:0)  | Bermudas       |
| 29 de marzo de 2021     | Bradenton        | Primera ronda - Fecha 2  | Islas Caimán   | 0:11 (0:6) | Canadá         |
| 5 de junio de 2021      | Bradenton        | Primera ronda - Fecha 3  | Aruba          | 0:7 (0:3)  | Canadá         |
| 8 de junio de 2021      | Bridgeview       | Primera ronda - Fecha 4  | Canadá         | 4:0 (1:0)  | Surinam        |
| 12 de junio de 2021     | Puerto Príncipe  | Segunda ronda - Ida      | Haití          | 0:1 (0:1)  | Canadá         |
| 15 de junio de 2021     | Bridgeview       | Segunda ronda - Vuelta   | Canadá         | 3:0 (0:0)  | Haití          |
| 2 de septiembre de 2021 | Toronto          | Tercera ronda - Fecha 1  | Canadá         | 1:1 (0:1)  | Honduras       |
| 5 de septiembre de 2021 | Nashville        | Tercera ronda - Fecha 2  | Estados Unidos | 1:1 (0:0)  | Canadá         |
| 8 de septiembre de 2021 | Toronto          | Tercera ronda - Fecha 3  | Canadá         | 3:0 (2:0)  | El Salvador    |
| 7 de octubre de 2021    | Ciudad de México | Tercera ronda - Fecha 4  | México         | 1:1 (1:1)  | Canadá         |
| 10 de octubre de 2021   | Kingston         | Tercera ronda - Fecha 5  | Jamaica        | 0:0        | Canadá         |
| 13 de octubre de 2021   | Toronto          | Tercera ronda - Fecha 6  | Canadá         | 4:1 (1:1)  | Panamá         |
| 12 de noviembre de 2021 | Edmonton         | Tercera ronda - Fecha 7  | Canadá         | 1:0 (0:0)  | Costa Rica     |
| 16 de noviembre de 2021 | Edmonton         | Tercera ronda - Fecha 8  | Canadá         | 2:1 (1:0)  | México         |
| 27 de enero de 2022     | San Pedro Sula   | Tercera ronda - Fecha 9  | Honduras       | 0:2 (0:1)  | Canadá         |
| 30 de enero de 2022     | Hamilton         | Tercera ronda - Fecha 10 | Canadá         | 2:0 (1:0)  | Estados Unidos |
| 2 de febrero de 2022    | San Salvador     | Tercera ronda - Fecha 11 | El Salvador    | 0:2 (0:0)  | Canadá         |
| 24 de marzo de 2022     | San José         | Tercera ronda - Fecha 12 | Costa Rica     | 1:0 (1:0)  | Canadá         |
| 27 de marzo de 2022     | Toronto          | Tercera ronda - Fecha 13 | Canadá         | 4:0 (2:0)  | Jamaica        |
| 30 de marzo de 2022     | Ciudad de Panamá | Tercera ronda - Fecha 14 | Panamá         | 1:0 (1:0)  | Canadá         |

## Preparación

### Amistosos previos
| 23 de septiembre de 2022 | Catar | 0:2 (0:2) | Canadá                 | Generali-Arena, Viena             |                                   |
| 19:00 (UTC+2)            |       | Reporte   | - Larin 4' - David 13' | Árbitro(s): Manuel Schüttengruber | Árbitro(s): Manuel Schüttengruber |

| 27 de septiembre de 2022 | Canadá | 0:2 (0:2) | Uruguay                     | Tehelné pole, Bratislava   |                            |
| 18:00 (UTC+2)            |        | Reporte   | - De la Cruz 6' - Núñez 33' | Árbitro(s): Peter Kralovic | Árbitro(s): Peter Kralovic |

| 11 de noviembre de 2022 | Baréin                               | 2:2 (1:1) | Canadá                    | Estadio Ciudad Deportiva Califa, Madinat 'Isa             |                                                           |
| 18:30 (UTC+3)           | - Al-Humaidan 14' - Yusuf 65' (pen.) | Reporte   | - Koné 6' - Cavallini 81' | Asistencia: 1000 espectadores Árbitro(s): Abdullah Jamali | Asistencia: 1000 espectadores Árbitro(s): Abdullah Jamali |

| 17 de noviembre de 2022 | Japón   | 1:2 (1:1) | Canadá                                 | Estadio Al-Maktoum, Dubái |                         |
| 17:40 (UTC+4)           | Sōma 9' | Reporte   | - Vitória 21' - Cavallini 90+5' (pen.) | Árbitro(s): Omar Al Ali   | Árbitro(s): Omar Al Ali |

### Partidos oficiales
| 9 de junio de 2022 | Canadá                                                 | 4:0 (2:0) | Curazao | Estadio BC Place, Vancouver |                          |
| 19:30 (UTC-7)      | - Davies 27' (pen.), 71' - Vitória 42' - Cavallini 85' | Reporte   |         | Árbitro(s): Nima Saghafi    | Árbitro(s): Nima Saghafi |

| 13 de junio de 2022 | Honduras                  | 2:1 (1:0) | Canadá    | Estadio Olímpico Metropolitano, San Pedro Sula |                           |
| 20:00 (UTC-6)       | - López 13' - Arriaga 78' | Reporte   | David 86' | Árbitro(s): Mario Escobar                      | Árbitro(s): Mario Escobar |

## Plantel

### Lista de convocados
Entrenador:  John Herdman
La lista final fue anunciada el 13 de noviembre de 2022.
| No. | Pos. | Jugador           | Fecha de nacimiento (edad)         | Apa. | Goles | Club                      |
| --- | ---- | ----------------- | ---------------------------------- | ---- | ----- | ------------------------- |
| 1   | POR  | Dayne St. Clair   | 9 de mayo de 1997 (25 años)        | 2    | 0     | Minnesota United F. C.    |
| 2   | DEF  | Alistair Johnston | 8 de octubre de 1998 (24 años)     | 30   | 1     | C. F. Montréal            |
| 3   | DEF  | Sam Adekugbe      | 26 de febrero de 1995 (27 años)    | 34   | 1     | Hatayspor                 |
| 4   | DEF  | Kamal Miller      | 16 de mayo de 1997 (25 años)       | 29   | 0     | C. F. Montréal            |
| 5   | DEF  | Steven Vitória    | 11 de enero de 1987 (35 años)      | 35   | 4     | G. D. Chaves              |
| 6   | MED  | Samuel Piette     | 12 de noviembre de 1994 (28 años)  | 66   | 0     | C. F. Montréal            |
| 7   | MED  | Stephen Eustáquio | 21 de diciembre de 1996 (25 años)  | 26   | 3     | F. C. Porto               |
| 8   | MED  | Liam Fraser       | 13 de febrero de 1998 (24 años)    | 15   | 0     | K. M. S. K. Deinze        |
| 9   | DEL  | Lucas Cavallini   | 28 de diciembre de 1992 (29 años)  | 34   | 18    | Vancouver Whitecaps F. C. |
| 10  | MED  | Junior Hoilett    | 5 de junio de 1990 (32 años)       | 50   | 14    | Reading F. C.             |
| 11  | DEL  | Tajon Buchanan    | 8 de febrero de 1999 (23 años)     | 26   | 4     | Club Brujas               |
| 12  | DEL  | Iké Ugbo          | 21 de septiembre de 1998 (24 años) | 8    | 0     | E. S. Troyes A. C.        |
| 13  | MED  | Atiba Hutchinson  | 8 de febrero de 1983 (39 años)     | 98   | 9     | Beşiktaş J. K.            |
| 14  | MED  | Mark-Anthony Kaye | 2 de diciembre de 1994 (27 años)   | 38   | 2     | Toronto F. C.             |
| 15  | MED  | Ismaël Koné       | 6 de junio de 2002 (20 años)       | 6    | 1     | C. F. Montréal            |
| 16  | POR  | James Pantemis    | 21 de febrero de 1997 (25 años)    | 0    | 0     | C. F. Montréal            |
| 17  | DEL  | Cyle Larin        | 17 de abril de 1995 (27 años)      | 55   | 25    | Club Brujas               |
| 18  | POR  | Milan Borjan      | 23 de octubre de 1987 (35 años)    | 68   | 0     | Estrella Roja de Belgrado |
| 19  | DEL  | Alphonso Davies   | 2 de noviembre de 2000 (22 años)   | 34   | 12    | F. C. Bayern Múnich       |
| 20  | DEL  | Jonathan David    | 14 de enero de 2000 (22 años)      | 35   | 22    | Lille O. S. C.            |
| 21  | MED  | Jonathan Osorio   | 12 de junio de 1992 (30 años)      | 57   | 7     | Toronto F. C.             |
| 22  | DEF  | Richie Laryea     | 7 de enero de 1995 (27 años)       | 34   | 1     | Toronto F. C.             |
| 23  | MED  | Liam Millar       | 27 de septiembre de 1999 (23 años) | 16   | 0     | F. C. Basilea             |
| 24  | MED  | David Wotherspoon | 16 de enero de 1990 (32 años)      | 10   | 1     | St. Johnstone F. C.       |
| 25  | DEF  | Derek Cornelius   | 25 de noviembre de 1997 (24 años)  | 14   | 0     | Panetolikos               |
| 26  | DEF  | Joel Waterman     | 24 de enero de 1996 (26 años)      | 2    | 0     | C. F. Montréal            |

## Participación
- Los horarios son correspondientes a la hora local de Catar (UTC+3).

### Partidos
| Fecha           | Lugar | Instancia      | Local   |                    | Resultado |                      | Visitante |
| --------------- | ----- | -------------- | ------- | ------------------ | --------- | -------------------- | --------- |
| 23 de noviembre | Rayán | Fase de grupos | Bélgica | Bandera de Bélgica | 1:0 (1:0) | Bandera de Canadá    | Canadá    |
| 27 de noviembre | Rayán | Fase de grupos | Croacia | Bandera de Croacia | 4:1 (2:1) | Bandera de Canadá    | Canadá    |
| 1 de diciembre  | Doha  | Fase de grupos | Canadá  | Bandera de Canadá  | 1:2 (1:2) | Bandera de Marruecos | Marruecos |

### Fase de grupos - Grupo F
| Selección | Pts | PJ | PG | PE | PP | GF | GC | Dif |
| --------- | --- | -- | -- | -- | -- | -- | -- | --- |
| Marruecos | 7   | 3  | 2  | 1  | 0  | 4  | 1  | +3  |
| Croacia   | 5   | 3  | 1  | 2  | 0  | 4  | 1  | +3  |
| Bélgica   | 4   | 3  | 1  | 1  | 1  | 1  | 2  | –1  |
| Canadá    | 0   | 3  | 0  | 0  | 3  | 2  | 7  | –5  |

|  | Clasificados a los octavos de final. |

#### Bélgica vs. Canadá
| 23 de noviembre | Bélgica       | 1:0 (1:0) | Canadá | Estadio Áhmad bin Ali, Rayán                                             |                                                                          |
| 22:00           | Batshuayi 44' | Reporte   |        | Asistencia: 40 432 espectadores Árbitro(s): Janny Sikazwe VAR: Juan Soto | Asistencia: 40 432 espectadores Árbitro(s): Janny Sikazwe VAR: Juan Soto |

| 1          | Guardameta     | Thibaut Courtois   |     |
| 19         | Defensa        | Leander Dendoncker |     |
| 2          | Defensa        | Toby Alderweireld  |     |
| 5          | Defensa        | Jan Vertonghen     |     |
| 21         | Centrocampista | Timothy Castagne   |     |
| 8          | Centrocampista | Youri Tielemans    | 46' |
| 6          | Centrocampista | Axel Witsel        |     |
| 11         | Centrocampista | Yannick Carrasco   | 46' |
| 7          | Delantero      | Kevin De Bruyne    |     |
| 23         | Delantero      | Michy Batshuayi    | 78' |
| 10         | Delantero      | Eden Hazard        | 62' |
| Entrenador | Entrenador     | Roberto Martínez   |     |

| 18         | Guardameta     | Milan Borjan      |     |
| 2          | Defensa        | Alistair Johnston |     |
| 5          | Defensa        | Steven Vitória    |     |
| 4          | Defensa        | Kamal Miller      |     |
| 21         | Centrocampista | Richie Laryea     | 74' |
| 13         | Centrocampista | Atiba Hutchinson  | 58' |
| 7          | Centrocampista | Stephen Eustáquio | 81' |
| 19         | Centrocampista | Alphonso Davies   |     |
| 11         | Delantero      | Tajon Buchanan    | 81' |
| 20         | Delantero      | Jonathan David    |     |
| 10         | Delantero      | Junior Hoilett    | 58' |
| Entrenador | Entrenador     | John Herdman      |     |

| 15 | Defensa        | Thomas Meunier   | 46' |
| 18 | Centrocampista | Amadou Onana     | 46' |
| 17 | Delantero      | Leandro Trossard | 62' |
| 24 | Delantero      | Loïs Openda      | 78' |

| 17 | Delantero      | Cyle Larin      | 58' |
| 15 | Centrocampista | Ismaël Koné     | 58' |
| 3  | Defensa        | Sam Adekugbe    | 74' |
| 21 | Centrocampista | Jonathan Osorio | 81' |
| 23 | Centrocampista | Liam Millar     | 81' |

| Anotado | 44' | Michy Batshuayi | 1–0 |

| Amonestado | 9'  | Yannick Carrasco |
| Amonestado | 53' | Thomas Meunier   |
| Amonestado | 56' | Amadou Onana     |

| Amonestado | 81' | Alphonso Davies   |
| Amonestado | 83' | Alistair Johnston |

| Árbitro             | Janny Sikazwe       |
| Árbitros asistentes | Jerson dos Santos   |
| Árbitros asistentes | Arsénio Marrengula  |
| Cuarto árbitro      | Yoshimi Yamashita   |
| Quinto árbitro      | Neuza Back          |
| VAR                 | Juan Soto           |
| Adicionales VAR     | Nicolás Gallo       |
| Adicionales VAR     | Mokrane Gourari     |
| Adicionales VAR     | Massimiliano Irrati |
| Adicionales VAR     | Abdelhak Etchiali   |

| 1          | Guardameta     | Thibaut Courtois   |     |
| 19         | Defensa        | Leander Dendoncker |     |
| 2          | Defensa        | Toby Alderweireld  |     |
| 5          | Defensa        | Jan Vertonghen     |     |
| 21         | Centrocampista | Timothy Castagne   |     |
| 8          | Centrocampista | Youri Tielemans    | 46' |
| 6          | Centrocampista | Axel Witsel        |     |
| 11         | Centrocampista | Yannick Carrasco   | 46' |
| 7          | Delantero      | Kevin De Bruyne    |     |
| 23         | Delantero      | Michy Batshuayi    | 78' |
| 10         | Delantero      | Eden Hazard        | 62' |
| Entrenador | Entrenador     | Roberto Martínez   |     |

| 18         | Guardameta     | Milan Borjan      |     |
| 2          | Defensa        | Alistair Johnston |     |
| 5          | Defensa        | Steven Vitória    |     |
| 4          | Defensa        | Kamal Miller      |     |
| 21         | Centrocampista | Richie Laryea     | 74' |
| 13         | Centrocampista | Atiba Hutchinson  | 58' |
| 7          | Centrocampista | Stephen Eustáquio | 81' |
| 19         | Centrocampista | Alphonso Davies   |     |
| 11         | Delantero      | Tajon Buchanan    | 81' |
| 20         | Delantero      | Jonathan David    |     |
| 10         | Delantero      | Junior Hoilett    | 58' |
| Entrenador | Entrenador     | John Herdman      |     |

| 15 | Defensa        | Thomas Meunier   | 46' |
| 18 | Centrocampista | Amadou Onana     | 46' |
| 17 | Delantero      | Leandro Trossard | 62' |
| 24 | Delantero      | Loïs Openda      | 78' |

| 17 | Delantero      | Cyle Larin      | 58' |
| 15 | Centrocampista | Ismaël Koné     | 58' |
| 3  | Defensa        | Sam Adekugbe    | 74' |
| 21 | Centrocampista | Jonathan Osorio | 81' |
| 23 | Centrocampista | Liam Millar     | 81' |

| Anotado | 44' | Michy Batshuayi | 1–0 |

| Amonestado | 9'  | Yannick Carrasco |
| Amonestado | 53' | Thomas Meunier   |
| Amonestado | 56' | Amadou Onana     |

| Amonestado | 81' | Alphonso Davies   |
| Amonestado | 83' | Alistair Johnston |

| Árbitro             | Janny Sikazwe       |
| Árbitros asistentes | Jerson dos Santos   |
| Árbitros asistentes | Arsénio Marrengula  |
| Cuarto árbitro      | Yoshimi Yamashita   |
| Quinto árbitro      | Neuza Back          |
| VAR                 | Juan Soto           |
| Adicionales VAR     | Nicolás Gallo       |
| Adicionales VAR     | Mokrane Gourari     |
| Adicionales VAR     | Massimiliano Irrati |
| Adicionales VAR     | Abdelhak Etchiali   |

| \| Estadísticas \| \| \| \| Tiros \| 9 \| 22 \| \| Tiros a puerta \| 3 \| 3 \| \| Faltas \| 11 \| 14 \| \| Saques de esquina \| 4 \| 4 \| \| Penaltis \| 0 \| 1 \| \| Fueras de juego \| 0 \| 1 \| \| Posesión de balón \| 54% \| 46% \| | Alineación inicial |                   |
| Estadísticas | Bandera de Bélgica | Bandera de Canadá |
| Tiros | 9                  | 22                |
| Tiros a puerta | 3                  | 3                 |
| Faltas | 11                 | 14                |
| Saques de esquina | 4                  | 4                 |
| Penaltis | 0                  | 1                 |
| Fueras de juego | 0                  | 1                 |
| Posesión de balón | 54%                | 46%               |

#### Croacia vs. Canadá
| 27 de noviembre | Croacia                                        | 4:1 (2:1) | Canadá    | Estadio Internacional Khalifa, Rayán                                           |                                                                                |
| 19:00           | - Kramarić 36', 70' - Livaja 44' - Majer 90+4' | Reporte   | Davies 2' | Asistencia: 44 374 espectadores Árbitro(s): Andrés Matonte VAR: Mauro Vigliano | Asistencia: 44 374 espectadores Árbitro(s): Andrés Matonte VAR: Mauro Vigliano |

| 1          | Guardameta     | Dominik Livaković |     |
| 22         | Defensa        | Josip Juranović   |     |
| 6          | Defensa        | Dejan Lovren      |     |
| 20         | Defensa        | Joško Gvardiol    |     |
| 19         | Defensa        | Borna Sosa        |     |
| 10         | Centrocampista | Luka Modrić       | 86' |
| 11         | Centrocampista | Marcelo Brozović  |     |
| 8          | Centrocampista | Mateo Kovačić     | 87' |
| 14         | Delantero      | Marko Livaja      | 60' |
| 9          | Delantero      | Andrej Kramarić   | 73' |
| 4          | Delantero      | Ivan Perišić      | 86' |
| Entrenador | Entrenador     | Zlatko Dalić      |     |

| 18         | Guardameta     | Milan Borjan      |     |
| 2          | Defensa        | Alistair Johnston |     |
| 5          | Defensa        | Steven Vitória    |     |
| 4          | Defensa        | Kamal Miller      |     |
| 21         | Centrocampista | Richie Laryea     | 62' |
| 13         | Centrocampista | Atiba Hutchinson  | 73' |
| 7          | Centrocampista | Stephen Eustáquio | 46' |
| 19         | Centrocampista | Alphonso Davies   |     |
| 11         | Delantero      | Tajon Buchanan    |     |
| 17         | Delantero      | Cyle Larin        | 46' |
| 20         | Delantero      | Jonathan David    | 72' |
| Entrenador | Entrenador     | John Herdman      |     |

| 16 | Delantero      | Bruno Petković | 60' |
| 13 | Centrocampista | Nikola Vlašić  | 73' |
| 18 | Delantero      | Mislav Oršić   | 86' |
| 15 | Centrocampista | Mario Pašalić  | 86' |
| 7  | Centrocampista | Lovro Majer    | 87' |

| 15 | Centrocampista | Ismaël Koné     | 46' |
| 21 | Centrocampista | Jonathan Osorio | 46' |
| 10 | Centrocampista | Junior Hoilett  | 62' |
| 9  | Delantero      | Lucas Cavallini | 72' |
| 3  | Defensa        | Sam Adekugbe    | 73' |

| Anotado | 36'   | Andrej Kramarić | 1–1 |
| Anotado | 44'   | Marko Livaja    | 2–0 |
| Anotado | 70'   | Andrej Kramarić | 3–1 |
| Anotado | 90+4' | Lovro Majer     | 4–1 |

| Anotado | 2' | Alphonso Davies | 0–1 |

| Amonestado | 56' | Dejan Lovren |
| Amonestado | 85' | Luka Modrić  |

| Amonestado | 52' | Tajon Buchanan |
| Amonestado | 85' | Kamal Miller   |

| Árbitro             | Andrés Matonte  |
| Árbitros asistentes | Nicolás Tarán   |
| Árbitros asistentes | Martín Soppi    |
| Cuarto árbitro      | Kevin Ortega    |
| Quinto árbitro      | Jesús Sánchez   |
| VAR                 | Mauro Vigliano  |
| Adicionales VAR     | Leodán González |
| Adicionales VAR     | Gabriel Chade   |
| Adicionales VAR     | Julio Bascuñán  |
| Adicionales VAR     | Diego Bonfá     |

| 1          | Guardameta     | Dominik Livaković |     |
| 22         | Defensa        | Josip Juranović   |     |
| 6          | Defensa        | Dejan Lovren      |     |
| 20         | Defensa        | Joško Gvardiol    |     |
| 19         | Defensa        | Borna Sosa        |     |
| 10         | Centrocampista | Luka Modrić       | 86' |
| 11         | Centrocampista | Marcelo Brozović  |     |
| 8          | Centrocampista | Mateo Kovačić     | 87' |
| 14         | Delantero      | Marko Livaja      | 60' |
| 9          | Delantero      | Andrej Kramarić   | 73' |
| 4          | Delantero      | Ivan Perišić      | 86' |
| Entrenador | Entrenador     | Zlatko Dalić      |     |

| 18         | Guardameta     | Milan Borjan      |     |
| 2          | Defensa        | Alistair Johnston |     |
| 5          | Defensa        | Steven Vitória    |     |
| 4          | Defensa        | Kamal Miller      |     |
| 21         | Centrocampista | Richie Laryea     | 62' |
| 13         | Centrocampista | Atiba Hutchinson  | 73' |
| 7          | Centrocampista | Stephen Eustáquio | 46' |
| 19         | Centrocampista | Alphonso Davies   |     |
| 11         | Delantero      | Tajon Buchanan    |     |
| 17         | Delantero      | Cyle Larin        | 46' |
| 20         | Delantero      | Jonathan David    | 72' |
| Entrenador | Entrenador     | John Herdman      |     |

| 16 | Delantero      | Bruno Petković | 60' |
| 13 | Centrocampista | Nikola Vlašić  | 73' |
| 18 | Delantero      | Mislav Oršić   | 86' |
| 15 | Centrocampista | Mario Pašalić  | 86' |
| 7  | Centrocampista | Lovro Majer    | 87' |

| 15 | Centrocampista | Ismaël Koné     | 46' |
| 21 | Centrocampista | Jonathan Osorio | 46' |
| 10 | Centrocampista | Junior Hoilett  | 62' |
| 9  | Delantero      | Lucas Cavallini | 72' |
| 3  | Defensa        | Sam Adekugbe    | 73' |

| Anotado | 36'   | Andrej Kramarić | 1–1 |
| Anotado | 44'   | Marko Livaja    | 2–0 |
| Anotado | 70'   | Andrej Kramarić | 3–1 |
| Anotado | 90+4' | Lovro Majer     | 4–1 |

| Anotado | 2' | Alphonso Davies | 0–1 |

| Amonestado | 56' | Dejan Lovren |
| Amonestado | 85' | Luka Modrić  |

| Amonestado | 52' | Tajon Buchanan |
| Amonestado | 85' | Kamal Miller   |

| Árbitro             | Andrés Matonte  |
| Árbitros asistentes | Nicolás Tarán   |
| Árbitros asistentes | Martín Soppi    |
| Cuarto árbitro      | Kevin Ortega    |
| Quinto árbitro      | Jesús Sánchez   |
| VAR                 | Mauro Vigliano  |
| Adicionales VAR     | Leodán González |
| Adicionales VAR     | Gabriel Chade   |
| Adicionales VAR     | Julio Bascuñán  |
| Adicionales VAR     | Diego Bonfá     |

| \| Estadísticas \| \| \| \| Tiros \| 13 \| 8 \| \| Tiros a puerta \| 10 \| 2 \| \| Faltas \| 13 \| 5 \| \| Saques de esquina \| 5 \| 2 \| \| Penaltis \| 0 \| 0 \| \| Fueras de juego \| 1 \| 3 \| \| Posesión de balón \| 48% \| 52% \| | Alineación inicial |                   |
| Estadísticas | Bandera de Croacia | Bandera de Canadá |
| Tiros | 13                 | 8                 |
| Tiros a puerta | 10                 | 2                 |
| Faltas | 13                 | 5                 |
| Saques de esquina | 5                  | 2                 |
| Penaltis | 0                  | 0                 |
| Fueras de juego | 1                  | 3                 |
| Posesión de balón | 48%                | 52%               |

#### Canadá vs. Marruecos
| 1 de diciembre | Canadá            | 1:2 (1:2) | Marruecos                   | Estadio Al Thumama, Doha                                                      |                                                                               |
| 18:00          | Aguerd 40' (a.g.) | Reporte   | - Ziyech 4' - En-Nesyri 23' | Asistencia: 43 102 espectadores Árbitro(s): Raphael Claus VAR: Julio Bascuñán | Asistencia: 43 102 espectadores Árbitro(s): Raphael Claus VAR: Julio Bascuñán |

| 18         | Guardameta     | Milan Borjan      |     |
| 2          | Defensa        | Alistair Johnston |     |
| 5          | Defensa        | Steven Vitória    |     |
| 4          | Defensa        | Kamal Miller      |     |
| 3          | Centrocampista | Sam Adekugbe      | 61' |
| 21         | Centrocampista | Jonathan Osorio   | 66' |
| 14         | Centrocampista | Mark-Anthony Kaye | 60' |
| 19         | Centrocampista | Alphonso Davies   |     |
| 11         | Delantero      | Tajon Buchanan    |     |
| 17         | Delantero      | Cyle Larin        | 60' |
| 10         | Delantero      | Junior Hoilett    | 76' |
| Entrenador | Entrenador     | John Herdman      |     |

| 1          | Guardameta     | Yassine Bounou    |     |
| 2          | Defensa        | Achraf Hakimi     | 85' |
| 5          | Defensa        | Nayef Aguerd      |     |
| 6          | Defensa        | Romain Saïss      |     |
| 3          | Defensa        | Noussair Mazraoui |     |
| 8          | Centrocampista | Azzedine Ounahi   | 77' |
| 4          | Centrocampista | Sofyan Amrabat    |     |
| 11         | Centrocampista | Abdelhamid Sabiri | 65' |
| 7          | Delantero      | Hakim Ziyech      | 76' |
| 19         | Delantero      | Youssef En-Nesyri |     |
| 17         | Delantero      | Sofiane Boufal    | 65' |
| Entrenador | Entrenador     | Walid Regragui    |     |

| 13 | Centrocampista | Atiba Hutchinson  | 60' |
| 20 | Delantero      | Jonathan David    | 60' |
| 15 | Centrocampista | Ismaël Koné       | 61' |
| 22 | Defensa        | Richie Laryea     | 66' |
| 24 | Centrocampista | David Wotherspoon | 76' |

| 14 | Centrocampista | Zakaria Aboukhlal    | 65' |
| 15 | Centrocampista | Selim Amallah        | 65' |
| 9  | Delantero      | Abderrazak Hamdallah | 76' |
| 18 | Defensa        | Jawad El Yamiq       | 77' |
| 26 | Centrocampista | Yahya Jabrane        | 85' |

| Anotado · Autogol | 40' | Nayef Aguerd | 1–2 |

| Anotado | 4'  | Hakim Ziyech      | 0–1 |
| Anotado | 23' | Youssef En-Nesyri | 0–2 |

| Amonestado | 7'    | Junior Hoilett  |
| Amonestado | 27'   | Jonathan Osorio |
| Amonestado | 45+2' | Sam Adekugbe    |
| Amonestado | 84'   | Steven Vitória  |

| Árbitro             | Raphael Claus                  |
| Árbitros asistentes | Rodrigo Figueiredo             |
| Árbitros asistentes | Danilo Simon                   |
| Cuarto árbitro      | Yoshimi Yamashita              |
| Quinto árbitro      | Michael Orué                   |
| VAR                 | Julio Bascuñán                 |
| Adicionales VAR     | Juan Martínez Munuera          |
| Adicionales VAR     | Roberto Díaz Pérez del Palomar |
| Adicionales VAR     | Leodán González                |
| Adicionales VAR     | Pau Cebrián Devís              |

| 18         | Guardameta     | Milan Borjan      |     |
| 2          | Defensa        | Alistair Johnston |     |
| 5          | Defensa        | Steven Vitória    |     |
| 4          | Defensa        | Kamal Miller      |     |
| 3          | Centrocampista | Sam Adekugbe      | 61' |
| 21         | Centrocampista | Jonathan Osorio   | 66' |
| 14         | Centrocampista | Mark-Anthony Kaye | 60' |
| 19         | Centrocampista | Alphonso Davies   |     |
| 11         | Delantero      | Tajon Buchanan    |     |
| 17         | Delantero      | Cyle Larin        | 60' |
| 10         | Delantero      | Junior Hoilett    | 76' |
| Entrenador | Entrenador     | John Herdman      |     |

| 1          | Guardameta     | Yassine Bounou    |     |
| 2          | Defensa        | Achraf Hakimi     | 85' |
| 5          | Defensa        | Nayef Aguerd      |     |
| 6          | Defensa        | Romain Saïss      |     |
| 3          | Defensa        | Noussair Mazraoui |     |
| 8          | Centrocampista | Azzedine Ounahi   | 77' |
| 4          | Centrocampista | Sofyan Amrabat    |     |
| 11         | Centrocampista | Abdelhamid Sabiri | 65' |
| 7          | Delantero      | Hakim Ziyech      | 76' |
| 19         | Delantero      | Youssef En-Nesyri |     |
| 17         | Delantero      | Sofiane Boufal    | 65' |
| Entrenador | Entrenador     | Walid Regragui    |     |

| 13 | Centrocampista | Atiba Hutchinson  | 60' |
| 20 | Delantero      | Jonathan David    | 60' |
| 15 | Centrocampista | Ismaël Koné       | 61' |
| 22 | Defensa        | Richie Laryea     | 66' |
| 24 | Centrocampista | David Wotherspoon | 76' |

| 14 | Centrocampista | Zakaria Aboukhlal    | 65' |
| 15 | Centrocampista | Selim Amallah        | 65' |
| 9  | Delantero      | Abderrazak Hamdallah | 76' |
| 18 | Defensa        | Jawad El Yamiq       | 77' |
| 26 | Centrocampista | Yahya Jabrane        | 85' |

| Anotado · Autogol | 40' | Nayef Aguerd | 1–2 |

| Anotado | 4'  | Hakim Ziyech      | 0–1 |
| Anotado | 23' | Youssef En-Nesyri | 0–2 |

| Amonestado | 7'    | Junior Hoilett  |
| Amonestado | 27'   | Jonathan Osorio |
| Amonestado | 45+2' | Sam Adekugbe    |
| Amonestado | 84'   | Steven Vitória  |

| Árbitro             | Raphael Claus                  |
| Árbitros asistentes | Rodrigo Figueiredo             |
| Árbitros asistentes | Danilo Simon                   |
| Cuarto árbitro      | Yoshimi Yamashita              |
| Quinto árbitro      | Michael Orué                   |
| VAR                 | Julio Bascuñán                 |
| Adicionales VAR     | Juan Martínez Munuera          |
| Adicionales VAR     | Roberto Díaz Pérez del Palomar |
| Adicionales VAR     | Leodán González                |
| Adicionales VAR     | Pau Cebrián Devís              |

| \| Estadísticas \| \| \| \| Tiros \| 5 \| 6 \| \| Tiros a puerta \| 0 \| 2 \| \| Faltas \| 14 \| 14 \| \| Saques de esquina \| 6 \| 2 \| \| Penaltis \| 0 \| 0 \| \| Fueras de juego \| 4 \| 4 \| \| Posesión de balón \| 59% \| 41% \| | Alineación inicial |                      |
| Estadísticas | Bandera de Canadá  | Bandera de Marruecos |
| Tiros | 5                  | 6                    |
| Tiros a puerta | 0                  | 2                    |
| Faltas | 14                 | 14                   |
| Saques de esquina | 6                  | 2                    |
| Penaltis | 0                  | 0                    |
| Fueras de juego | 4                  | 4                    |
| Posesión de balón | 59%                | 41%                  |

## Estadísticas

### Participación de jugadores
| N.° | Pos        | Jugador         | PJ | Minutos jugados | Goles recibidos | Atajos | Tarjetas amarillas | Doble tarjeta amarilla y roja | Tarjetas rojas |
| --- | ---------- | --------------- | -- | --------------- | --------------- | ------ | ------------------ | ----------------------------- | -------------- |
| 1   | Guardameta | Dayne St. Clair | 0  | 0               | 0               | 0      | 0                  | 0                             | 0              |
| 16  | Guardameta | James Pantemis  | 0  | 0               | 0               | 0      | 0                  | 0                             | 0              |
| 18  | Guardameta | Milan Borjan    | 3  | 270             | 7               | 8      | 0                  | 0                             | 0              |

| N.° | Pos            | Jugador           | PJ | Minutos jugados | Goles | Asistencias | Tarjetas Amarillas | Doble tarjeta amarilla y roja | Tarjetas rojas |
| --- | -------------- | ----------------- | -- | --------------- | ----- | ----------- | ------------------ | ----------------------------- | -------------- |
| 2   | Defensa        | Alistair Johnston | 3  | 270             | 0     | 0           | 1                  | 0                             | 0              |
| 3   | Defensa        | Sam Adekugbe      | 3  | 94              | 0     | 0           | 1                  | 0                             | 0              |
| 4   | Defensa        | Kamal Miller      | 3  | 270             | 0     | 0           | 1                  | 0                             | 0              |
| 5   | Defensa        | Steven Vitória    | 3  | 270             | 0     | 0           | 1                  | 0                             | 0              |
| 6   | Centrocampista | Samuel Piette     | 0  | 0               | 0     | 0           | 0                  | 0                             | 0              |
| 7   | Centrocampista | Stephen Eustáquio | 2  | 127             | 0     | 0           | 0                  | 0                             | 0              |
| 8   | Centrocampista | Liam Fraser       | 0  | 0               | 0     | 0           | 0                  | 0                             | 0              |
| 9   | Delantero      | Lucas Cavallini   | 1  | 18              | 0     | 0           | 0                  | 0                             | 0              |
| 10  | Centrocampista | Junior Hoilett    | 3  | 162             | 0     | 0           | 1                  | 0                             | 0              |
| 11  | Delantero      | Tajon Buchanan    | 3  | 261             | 0     | 1           | 1                  | 0                             | 0              |
| 12  | Delantero      | Iké Ugbo          | 0  | 0               | 0     | 0           | 0                  | 0                             | 0              |
| 13  | Centrocampista | Atiba Hutchinson  | 3  | 161             | 0     | 0           | 0                  | 0                             | 0              |
| 14  | Centrocampista | Mark-Anthony Kaye | 1  | 60              | 0     | 0           | 0                  | 0                             | 0              |
| 15  | Centrocampista | Ismaël Koné       | 3  | 105             | 0     | 0           | 0                  | 0                             | 0              |
| 17  | Delantero      | Cyle Larin        | 3  | 138             | 0     | 0           | 0                  | 0                             | 0              |
| 19  | Delantero      | Alphonso Davies   | 3  | 270             | 1     | 0           | 1                  | 0                             | 0              |
| 20  | Delantero      | Jonathan David    | 3  | 192             | 0     | 0           | 0                  | 0                             | 0              |
| 21  | Centrocampista | Jonathan Osorio   | 3  | 119             | 0     | 0           | 1                  | 0                             | 0              |
| 22  | Defensa        | Richie Laryea     | 3  | 160             | 0     | 0           | 0                  | 0                             | 0              |
| 23  | Centrocampista | Liam Millar       | 1  | 9               | 0     | 0           | 0                  | 0                             | 0              |
| 24  | Centrocampista | David Wotherspoon | 1  | 14              | 0     | 0           | 0                  | 0                             | 0              |
| 25  | Defensa        | Derek Cornelius   | 0  | 0               | 0     | 0           | 0                  | 0                             | 0              |
| 26  | Defensa        | Joel Waterman     | 0  | 0               | 0     | 0           | 0                  | 0                             | 0              |

### Goleadores
| N.°   | Jugador         | Anotado | PJ | Prom. | Jugada | Cabeza | TL | Penal |
| ----- | --------------- | ------- | -- | ----- | ------ | ------ | -- | ----- |
| 1     | Alphonso Davies | 1       | 3  | 0.33  | 0      | 1      | 0  | 0     |
| Total | Total           | 1       | 3  | 0.33  | 0      | 1      | 0  | 0     |

### Asistencias
| N.°   | Jugador        | Asistencia | Jugada | Cabeza | TL | SdE |
| ----- | -------------- | ---------- | ------ | ------ | -- | --- |
| 1     | Tajon Buchanan | 1          | 1      | 0      | 0  | 0   |
| Total | Total          | 1          | 1      | 0      | 0  | 0   |

### Tarjetas disciplinarias
| N.°   | Jugador           | Amonestado | Otorgado · Expulsado | Expulsado | Sanción |
| ----- | ----------------- | ---------- | -------------------- | --------- | ------- |
| 1     | Alphonso Davies   | 1          | 0                    | 0         |         |
| 2     | Alistair Johnston | 1          | 0                    | 0         |         |
| 3     | Tajon Buchanan    | 1          | 0                    | 0         |         |
| 4     | Kamal Miller      | 1          | 0                    | 0         |         |
| 5     | Jonathan Osorio   | 1          | 0                    | 0         |         |
| 6     | Junior Hoilett    | 1          | 0                    | 0         |         |
| 7     | Steven Vitória    | 1          | 0                    | 0         |         |
| 8     | Sam Adekugbe      | 1          | 0                    | 0         |         |
| Total | Total             | 8          | 0                    | 0         |         |